# Noord-Amerikaanse waterspreeuw
De Noord-Amerikaanse waterspreeuw (Cinclus mexicanus) is een zangvogel uit de familie Cinclidae (waterspreeuwen).

## Verspreiding en leefgebied
Deze soort telt 5 ondersoorten:
- C. m. unicolor: Alaska, westelijk Canada en de westelijke Verenigde Staten.
- C. m. mexicanus: noordelijk en centraal Mexico.
- C. m. anthonyi: zuidoostelijk Mexico, zuidwestelijk Guatemala, oostelijk Honduras en noordwestelijk Nicaragua.
- C. m. dickermani: zuidelijk Mexico.
- C. m. ardesiacus: Costa Rica en westelijk Panama.